# Spectrum ED
O Spectrum ED foi um clone brasileiro do Apple IIe, produzido pela empresa paulista Spectrum a partir de 1985. Sucedeu o Microengenho II  e era também de construção modular, muito parecido com o design de um IBM-PC.

## Características
- Teclado: mecânico, 63 teclas auto-repetitivas, com teclado numérico reduzido e caracteres acentuados da língua portuguesa
- Display:
  - 24 X 40 texto
  - 24 X 80 texto (com placa "tri-função"[2])
  - 40 X 48 com 16 cores
  - 280 X 192 com seis cores
  - 560 X 192 com seis cores (com placa "tri-função")
- Expansão:
  - 4 slots internos
- Portas:
  - 1 saída para monitor de vídeo
  - 1 saída para televisor PAL-M opcional
- Armazenamento:
  - Drive de disquete interno de 5 1/4" (face simples, 143 Kb)
  - Conector para Drive de disquete externo de 5 1/4" (face simples, 143 Kb)
- Som:
  - Alto-falante interno